# Freak Magnet
Freak Magnet är Violent Femmes senast släppta musikalbum, släppt den 22 februari 2000 på Beyond Records.

## Låtlista
1. Hollywood is High
2. Freak Magnet
3. Sleepwalkin
4. All I Want
5. New Generation
6. In the Dark
7. Rejoice and Be Happy
8. Mosh Pit
9. Forbidden
10. When You Died
11. At Your Feet
12. I Danced
13. I'm Bad
14. Happiness Is
15. Story